# اندرو گولوتا
اندرو گولوتا (انگلیسی: Andrew Golota؛ زادهٔ ۵ ژانویهٔ ۱۹۶۸) بوکسور اهل لهستان است.